# Jazzin' by Khayan: The New World Power
Jazzin' by Khayan: The New World Power è un album di Afrika Bambaataa.

## Tracce
1. Bell-E 2 Bell-E
2. Body Move
3. Stop the War Now!!!
4. Happy
5. Jazzin'
6. Time (The Message Part One)
7. Pupunanny
8. Feel the Vibe
9. Noize for the Boyz
10. Brasilia Breakdown
11. Jump Italia
12. A Part of My Life
13. A.I.D.S. (The Message Part Two)